# Rodney James Baxter
Pour les articles homonymes, voir Baxter.
Rodney James Baxter est un physicien théoricien australien né le 8 février 1940 à Londres et mort le 20 juillet 2025. Il est spécialisé en physique statistique et est connu pour ses travaux sur les modèles exactement solubles.

## Biographie
Rodney Baxter étudie au Trinity Collège de Cambridge et effectue son doctorat à l'université nationale australienne (ANU), qu'il termine en 1964. Il est l'un des premiers à être promu docteur en physique théorique de l'ANU. Il travaille à Londres pour la Iraq Petroleum Company de 1964 à 1965 dans l'étude des gisements de pétrole. Il devient maître de conférences au Massachusetts Institute of Technology de 1968 à 1970. Il travaille ensuite à l'ANU en tant que professeur jusqu'à sa retraite, en 2002 ; il accomplit un mandat de chef du département de physique théorique de l'institut des sciences avancées. Il est professeur émérite.
Il est nommé fellow de l'académie australienne des sciences en 1977, de la Royal Society of London en 1982 et de l'Institut Isaac Newton à Cambridge. En 1980, il reçoit la médaille Boltzmann, qui est la plus haute récompense pour les travaux de recherche en physique statistique. Il reçoit en 2006 le prix Lars Onsager « pour ses contributions originales et révolutionnaires dans le domaine des modèles exactement solubles en mécanique statistique, qui continuent à inspirer de profonds développements en physique statistique et dans les domaines connexes » ,.

### Prix et médailles
Il a été récompensé pour ses travaux de plusieurs prix et médailles :
- la médaille Pawsey (en) en 1975[6] ;
- la médaille Boltzmann en 1980[7] ;
- la médaille Lyle en 1983[8] ;
- le prix Dannie Heineman en 1987[5] ;
- la médaille Harrie Massey (en) en 1994[9] ;
- la médaille du Centenaire en 2001[10] ;
- le prix Lars Onsager en 2006[5] ;
- la médaille royale de la Royal Society en 2013[11].

## Contributions principales
En étudiant le modèle à six sommets en 1967, Shuterland se rend compte que ses solutions sont les mêmes que celles d’un autre modèle, la chaine XXZ de Heinsenberg ; cependant, ce dernier modèle ne dépend que d’un seul paramètre alors que le modèle à six sommets dépend de deux paramètres libres. Shuterland établit donc une relation qui justifie la présence du paramètre supplémentaire. L’apport de Baxter est d’avoir généralisé cette relation et d'avoir établi une équation fondamentale suffisante que pour vérifier la relation généralisée. Cette équation, d'abord appelée « star-triangle relation » fut renommée équation de Yang-Baxter en l'honneur de Baxter et du physicien Chen Ning Yang.
En 1971, à l’aide de cette équation, Baxter résout simultanément le modèle à huit sommets (généralisation du modèle à six sommets) ainsi que le modèle XYZ (généralisation du modèle XXZ).
La recherche de nouvelles solutions à l’équation de Yang-Baxter est à l’origine de la branche mathématique appelée « groupes quantiques » .
Il invente en 1976 la méthode de la matrice de transfert « en coin » (corner transfer matrix). C’est cette nouvelle méthode qu’il utilise pour calculer les paramètres d’ordre du modèle à huit sommets.
En collaboration avec Georges Andrews et Peter Forester, ils créent en 1984, une classe de modèles appelés « modèles solides-sur-solides » ( Solid-on-Solid models - SOS models ), dont la version avec restriction ( Restricted SOS - RSOS model ) est une généralisation du modèle des hexagones durs.
En 2005, il vérifie la conjecture d' Albertini, McCoy, Perk et Tang concernant le paramètre d'ordre du modèle de Potts chiral (en) .
Pour toutes ces contributions, il est reconnu dans la communauté comme l'auteur d'une révolution dans le domaine de la physique mathématique et statistique,,.

### Publications
- (en) Rodney J. Baxter et Physics, Exactly Solved Models in Statistical Mechanics, Dover Publications, 11 janvier 2008, 498 p. (ISBN 978-0-486-46271-4, lire en ligne)  — Ce livre est utilisé comme matériel pédagogique et a été cité plus de 6000 fois dans la littérature scientifique[17].